# رستي بيترز
رستي بيترز (بالإنجليزية: Rusty Peters)‏ هو لاعب كرة قاعدة أمريكي، ولد في 14 ديسمبر 1914 في روانوك في الولايات المتحدة، وتوفي في 21 فبراير 2003 في هاريسونبورغ في الولايات المتحدة.

## وصلات خارجية
- رستي بيترز على موقعبيزبول رفرنس.كوم (الدوري الرئيسي) (الإنجليزية)
- رستي بيترز على موقع جمعية أبحاث البيسبول الأمريكية (الإنجليزية)